# قطب‌آباد
قُطب‌آباد شهری که مرکز بخش کردیان، شهرستان جهرم، استان فارس در جنوب ایران است. این شهر در سرشماری سال ۱۳۹۵ جمعیتی برابر با ۷٬۴۷۶ نفر داشته‌است و دروازه ورودی جنوب ایران و بنادر و جزایر خلیج فارس یه شمار می‌رود. اقتصاد قطب‌آباد بیشتر برپایه کشاورزی و باغداری است و این شهر به قطب گندم و شهر خوشه‌های طلایی معروف است.از شخصیت های معروف سیاسی و اجتماعی شهر https://fa.wikipedia.org

## موقعیت
قطب‌آباد در جنوب استان فارس و شرق شهرستان جهرم واقع گردیده‌است و از شمال به شهرستان فسا، از جنوب به جهرم، از شرق به شهرستان داراب و زرین‌دشت و از غرب به شهرستان خفر منتهی می‌شود. ارتفاع این شهر از سطح دریا در حدود ۱۰۶۰ متر است و در طول جغرافیایی ۵۳ درجه و ۳۸ دقیقه شمالی و عرض ۲۵ درجه و ۸ دقیقه شرقی واقع شده‌است.

## پیشینه
بانی شهر قطب‌آباد «قطب‌الدین عبدالله بن محیی بن محمود» معروف به «عبدالله قطب محیی» از عارفان نیمه دوم قرن نهم هجری و نویسنده کتاب «مکاتیب قطب» است. وی این شهر را به منظور تشکیل یک اجتماع شهری مستقل و متشکل از مریدان خود تأسیس می‌نماید و آن را «اخوان‌آباد» یا «دارالعباده» نام‌گزاری می‌کند. این شهر در ابتدا به عنوان یک مرکز علمی برای پرورش اندیشمندان بوده‌است. وی در نامه‌ای به مریدان خود دربارهٔ قطب‌آباد می‌گوید:
«چنین معلوم شد که عمارت «اخوان‌آباد» تمام یا قریب به اتمام است، چون «دارالعباده» خدای عزوجل راست آورد و تمام شد، اکنون وقت عبادت است، وظیفه اخوان آنکه احوال و اوقات خود را مضبوط سازند و ساعات شبانه‌روز را توزیعی کنند و… باقی اوقات جهت اداء وظایف طاعات از صلوات و تلاوت و تسبیح و تفکّرو غیر ذلک.»

## آب و هوا
قطب‌آباد در منطقهٔ نیمه‌خشک گرم قرار گرفته و آب و هوایی نسبتاً گرم و خشک بر آن منطقه حاکم بوده و دارای تابستان‌هایی گرم و زمستان‌هایی نسبتاً سرد می‌باشد.

## جمعیت و مردم
بر پایه سرشماری عمومی نفوس و مسکن در سال ۱۳۹۵ جمعیت این شهر ۷٬۴۷۶ نفر (۲٬۲۵۰ خانوار) بوده‌است. قطب‌آباد دومین شهر پرجمعیت شهرستان جهرم و ۵۱مین شهر پرجمعیت استان فارس است و جمعیت آن از مراکز ۴ شهرستان بختگان، بیضا، خفر و سرچهان در استان فارس بیشتر است.

## آثار تاریخی

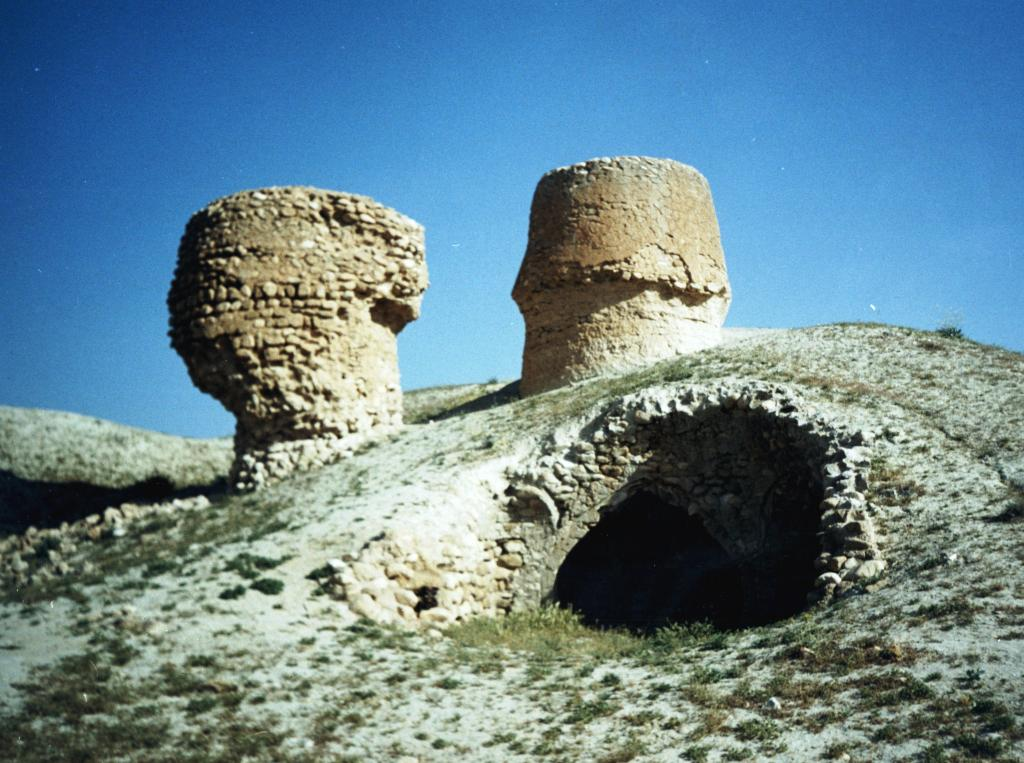
آسیاب قطب‌آباد

از آثار تاریخی این شهر می‌توان به موارد زیر اشاره کرد:
- چهارطاقی مربوط به زمان ساسانیان
- سد بند و بست مربوط به زمان ساسانیان
- قلعه تبر مربوط به دوران خلفای اموی
- امامزاده بی‌بی هور از نوادگان امام موسی کاظم که قدمت بنای آن به دوره ایلخانیان می‌رسد.
- کاروانسراها و آب انبار مخک مربوط به دوران صفویه و قاجاریه
- پل رشه مربوط به دوران صفویه
- آسیاب قطب‌آباد مربوط به دوران قاجاریه

## دانشگاه
دانشگاه پیام نور قطب‌آباد در سال ۱۳۹۰ با دو رشتهٔ حسابداری و علوم اقتصادی تأسیس شد.

## مراکز درمانی
- «مرکز درمان بستر ۱۰ تخت‌خوابی شهدای کردیان»[۸]
- «مرکز بهداشتی درمانی شهری قطب‌آباد» که علاوه بر پزشک دارای آزمایشگاه و دندانپزشکی است.

## اقتصاد

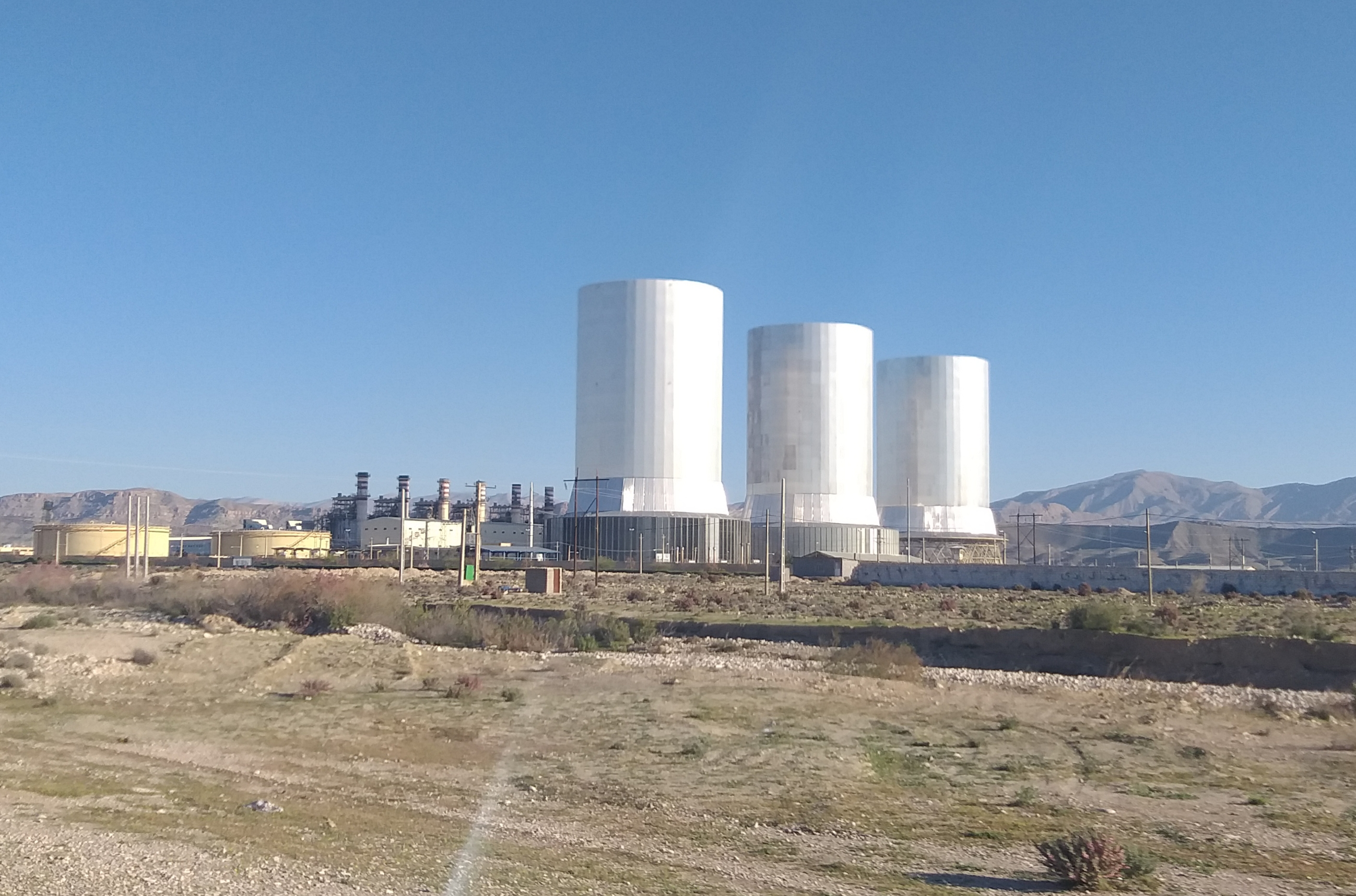
نیروگاه سیکل ترکیبی جهرم

شرایط اقلیمی منطقه ایجاب می‌کند که قطب‌آباد یک منطقهٔ کشاورزی باشد. باغ‌های مرکبات و زراعت (به‌ویژه گندم، جو، ذرت، صیفی‌جات)، دو پایهٔ عمدهٔ کشاورزی قطب‌آباد را تشکیل می‌دهند. سایر مردم عمدتاً به دامداری، تجارت و مشاغل خدماتی و اداری مشغولند.
صنعت دیگر پایه اقتصاد قطب‌آباد است؛ مراکز صنعتی همچون منطقه ویژه اقتصادی جهرم، بندر خشک جهرم، پتروشیمی جهرم، نیروگاه سیکل ترکیبی جهرم، شهرک صنعتی جهرم و ناحیه صنعتی کوثر جهرم، همگی در بخش کردیان قرار دارند.

## ترابری
بزرگراه شیراز-جهرم که جزئی از مسیر شیراز-بندرعباس است و اتصال شمال کشور و هرمزگان را برقرار می‌کند و جاده اصلی جهرم-فسا که شرق کشور را به بوشهر و عسلویه متصل می‌کند؛ از قطب‌آباد عبور می‌کنند.

### فاصلهٔ قطب‌آباد تا شهرهای مهم
| نام شهر  | فاصله (کیلومتر) |
| -------- | --------------- |
| جهرم     | ۱۷              |
| باب‌انار  | ۵۹              |
| فسا      | ۷۲              |
| شیراز    | ۱۷۳             |
| بندرعباس | ۴۱۳             |
| اصفهان   | ۴۶۴             |
| کرمان    | ۵۶۲             |
| تهران    | ۱۰۹۱            |
| مشهد     | ۱۴۶۸            |
| تبریز    | ۱۵۳۲            |